# Pohuehue
Vous pouvez aider à l'améliorer ou bien discuter des problèmes sur sa page de discussion.
- Il ne présente actuellement aucune catégorie. Cela empêche d'y accéder ou de le retrouver simplement. Vous pouvez nous aider en le catégorisant. (Marqué depuis octobre 2024)
- Son texte doit être wikifié : il ne correspond pas à la mise en forme Wikipédia (style, typographie, liens internes, liens entre les wikis, etc.). (Marqué depuis octobre 2024)
- Il est orphelin : moins de trois articles lui sont liés. Aidez à ajouter des liens en plaçant le code [[Pohuehue]] dans les articles relatifs au sujet. (Marqué depuis octobre 2024)

Pōhuehue est une localité rurale située dans le secteur de Rodney, dans la région d’Auckland dans l’Île du Nord de la Nouvelle-Zélande.

## Situation
Elle est  localisée sur le trajet de la State Highway 1  entre les villes de Puhoi et Warkworth.

## Géographie
Pōhuehue se trouve à l’intersection entre la State Highway 1  et Cowan Bay Road dans Rodney (en).
Le viaduc de Pōhuehue est un pont situé sur le trajet de la  State Highway 1 dans ce secteur .

## Histoire

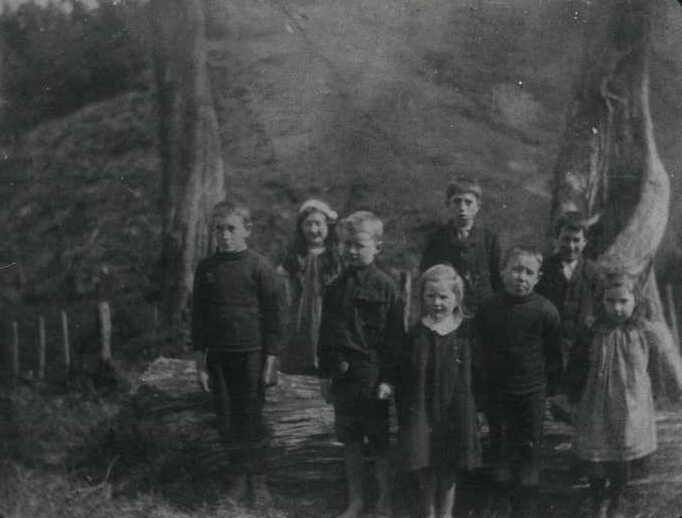
Enfants des familles Perry, Barker, Wach, et Russell qui suivent les cours de l’école Huhue au début de l’ année 1910

Les colons européen vinrent dans le secteur dans les années 1860, appelant la zone Little Scotland, ou Huhue.
Les premières familles dans le secteur fut les  Wilson, les Shaw et la famille Perry .
La famille Shaw commença une activité agricole dans la zone dès les années 1864 et bientôt construisirent une maison de ferme maintenant de valeur historique .
La famille Perry développa un verger et une pépinière dans la localité de Pōhuehue.

## Éducation
En 1899, l’école de Huhue fut ouverte mais disponible seulement trois jours dans la semaine dans la mesure où le seul enseignant était partagé entre l’école de Huhue et celles de Mahurangi West
Le bureau de poste de Pōhuehue fut ouvert en 1912 et en 1916 , l’école fut renommée Pohuehue School.
En 1928, les travaux commencèrent au niveau du viaduc de Pohuehue pour court-circuiter un ravin profond et mieux aligner la State Highway 1  .
La nouvelle route fut construite en passant au  dessus du sommet du terrain de jeu de l’ancienne  école.

## Attractions

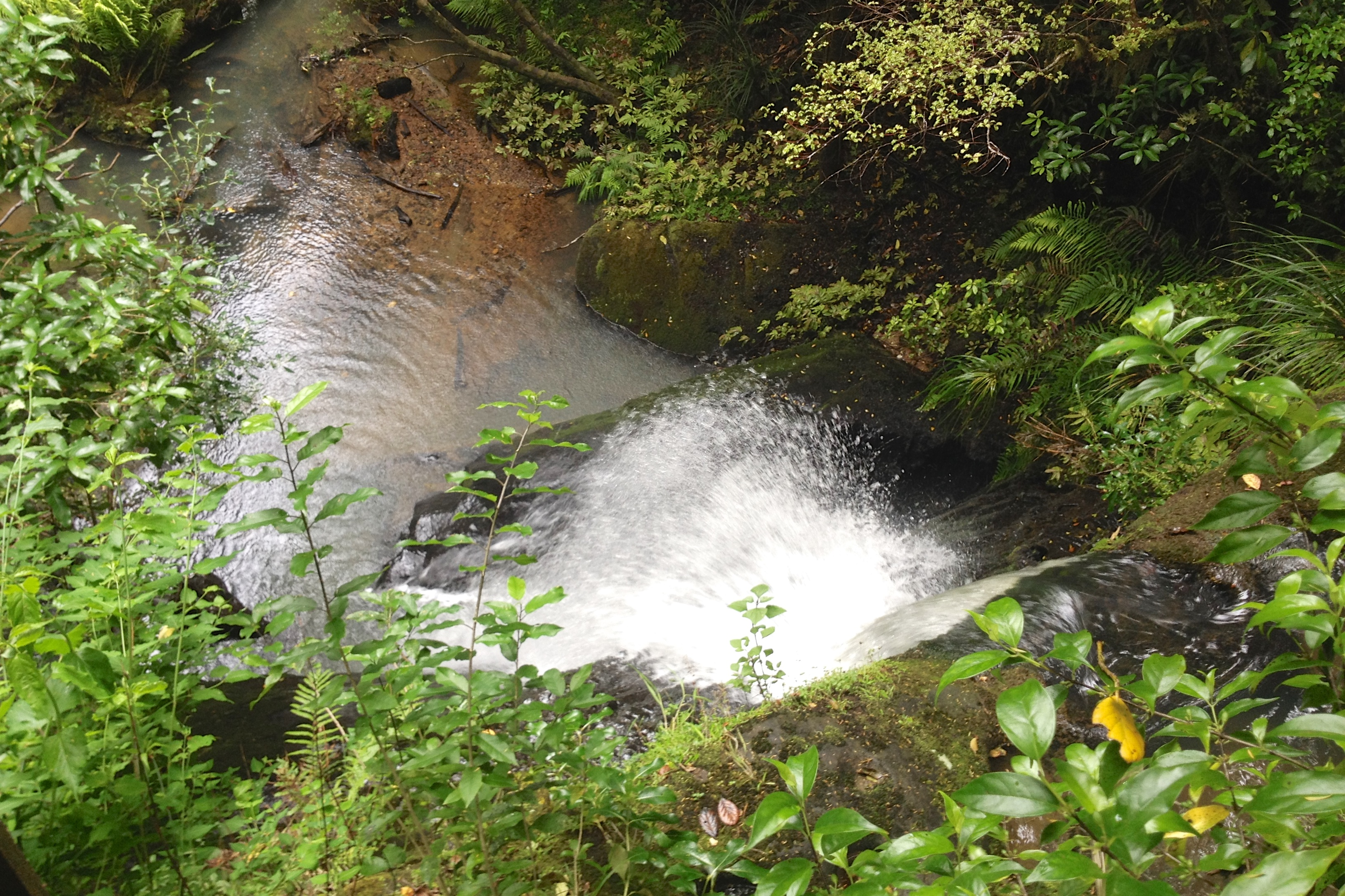
La chute d’eau de Pōhuehue

Le chemin de marche nommé :Moirs Hill Walkway est localisé dans le secteur de Pōhuehue, et dans la « Pohuehue Scenic Reserve».
La réserve scénique de Pohuehue est avant tout une zone forestière contenant des  kohekohe ou acajoux de Nouvelle-Zélande avec des araignées de type taraire, ainsi que des espèces d’orhidées vertes qui peuvent être trouvées au printemps.
Une petite chute d’eau nommée : « Pohuehue Falls », est localisée le long du chemin de marche.
La maison des arbres de Redwoods Treehouse est une structure de 14 mêtres de haut en forme de nacelle enroulée autours d’un séquoia ou redwood tree,conçue par Peter Eising, fut construite dans la localité de Pōhuehue en 2008.
À l’origine commandée pour une campagne de marketing pour les Pages jaunes, la structure devint un restaurant et un lieu de rassemblement pour des évènements festifs .